# أليستير جون روان
أليستير جون روان (بالإنجليزية: Alistair John Rowan)‏ هو مؤرخ بريطاني، ولد في 1938.